# Platygaster solidaginis
Platygaster solidaginis är en stekelart som först beskrevs av William Harris Ashmead 1887.  Platygaster solidaginis ingår i släktet Platygaster och familjen gallmyggesteklar. Inga underarter finns listade i Catalogue of Life.